# Ектор Енрике
Ектор Енрике (на испански: Héctor Enrique) е аржентински футболист, полузащитник.

## Кариера
Пресата и феновете го наричат Ел негро. Той започва кариерата си през 1981 г., тогава с отбора от втора дивизия Ланус, а през 1982 г. преминава в Ривър Плейт, където играе до 1990 г. Неговата „златна година“ е 1986 г., когато печели титлата в Аржентина, Копа Либертадорес и Междуконтинентална купа. Той е част от аржентинския отбор, който печели Световната купа през 1986 г.
Енрике е последният играч, който докосва топката в половината на Аржентина, преди топката да попадне в Диего Марадона, който вкарва гол, който впоследствие става известен като „голът на века“. След края на мача, Енрике шеговито казва, че пропускът му е бил толкова добър, че Диего Марадона трудно не може да отбележи. Тази шега става популярна в Аржентина и често се споменава от играчи, които участват в известни голове.
Сериозно нараняване на коляното му попречва да играе на Световното първенство през 1990 г. Приключва кариерата си в японската Джей Лига Дивизия 1.

## Отличия

### Отборни
Ривър Плейт
- Примера дивисион: 1985/86
- Копа Либертадорес: 1986
- Междуконтинентална купа: 1986

### Международни
Аржентина
- Световно първенство по футбол: 1986